# 1482
Năm 1482 là một năm trong lịch Julius.

## Sinh
- 7 tháng 3 - Fray Thomas de San Martín, học giả (mất 1555)
- Tháng tư - Georg Tannstetter, nhà nhân văn Áo mất 1535)
- 29 tháng 6 - Maria của Tây Ban Nha, nữ hoàng Bồ Đào Nha (mất 1517)
- Ngày chưa biết:
  - Richard Aertsz, nhà lịch sử, họa sĩ Hà Lan (mất 1577)
  - Leo Jud, nhà cải cách tôn giáo Thụy Sĩ (mất 1542)
  - Johannes Oecolampadius, nhà cải cách tôn giáo Đức (mất 1531)
  - Matthias Ringmann, nhà thơ người Đức vẽ bản đồ và nhân văn (mất 1511)
  - Cho Kwangjo, học giả Hàn Quốc (mất 1519)
- Có thể xảy ra:
  - Bernardino Luini, họa sĩ người Ý (mất 1532)
  - Richard Pace, nhà ngoại giao Anh (mất 1537)